# França al Festival de la Cançó d'Eurovisió
França és un dels països que va presentar un concursant a la primera edició del Festival de la Cançó d'Eurovisió, el 1956. Aquest concurs l'organitza la Unió Europea de Radiodifusió. França ha participat 64 vegades, només superada per Alemanya amb 65 aparicions. França és un dels països del grup dels col·loquialment denominats 'Big 5' (els cinc grans) i, per tant, sempre té el seu lloc assegurat a la final del festival. Els components d'aquest grup són Alemanya, França, Espanya, Itàlia i Regne Unit, com a emissores públiques d'aquests països que són membres de la UER que aporten més audiència als esdeveniments organitzats per la UER i contribueixen més a l'organització.
En un total de 36 vegades, França ha queda dins del TOP 10 a la gran final i ha quedat última tan sols una vegada (l'any 2014, amb 2 punts).

## Història
La història de França a Eurovisió, fins a l'època actual, havia estat molt reeixida després d'haver acabat 36 vegades dins dels deu primers llocs i d'haver guanyat el festival en 5 ocasions,. en part a causa de la participació de pocs països dins del Festival, en la seva major part francòfons. En la tercera edició, celebrada en 1958, André Claveau va guanyar per primera vegada per França amb la cançó "Dors mon amour" i l'any següent, Eurovisió va ser realitzat per primera vegada en territori francès, al "Palais des Festivals" de Canes.

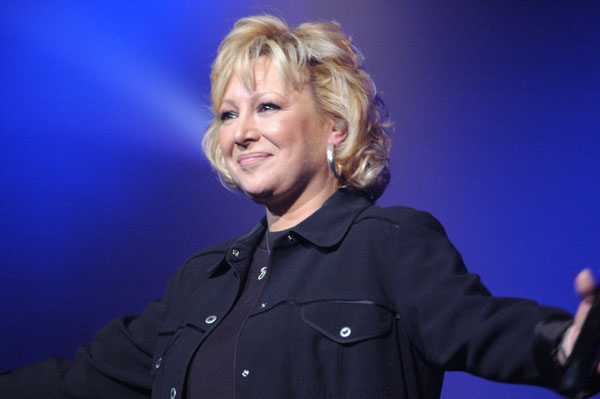
Marie Myriam, última guanyadora per França a Eurovisió en 1977.

L'any 1960, França va tornar a guanyar el festival, aquesta vegada amb la cançó "Tom Pillibi" de Jacqueline Boyer amb 32 punts, la qual cosa va assegurar que el festival tornés a França en 1961, de nou a Canes. França va tornar a guanyar en 1962 amb Isabelle Aubret i "Un premier amour". Atès que França no tenia els recursos per organitzar el festival per tercera vegada en menys de cinc anys, l'organització de l'esdeveniment va passar al Regne Unit, de manera que la va organitzar la BBC a Londres.
Durant els primers deu anys del Festival, França sempre va acabar entre els primers deu llocs, encara que en 1966 va tenir el seu primer mal resultat quan Dominique Walter i "Chez nous" va acabar en 16è lloc amb només 1 punt. Va ser un resultat sense precedents per a la república, però els anys següents van tornar als primers llocs. En 1969, França va tornar a guanyar amb "Un jour, un enfant" de Frida Boccara. No obstant això, aquest any va haver-hi un empat en primer lloc juntament amb Espanya, els Països Baixos i el Regne Unit.
En la primera meitat dels anys setanta, França va començar a tenir mals resultats. En 1972 i 1973 el país va acabar en l'11è i 15è lloc, respectivament, i en 1974 el país no va participar-hi a causa de la mort del President Georges Pompidou. La cançó d'aquest any, "La vie à 25 ans" de Dani, va ser retirada del Festival de la Cançó d'Eurovisió, el primer sense la participació francesa.
En 1975 França va tornar amb un altre període de glòria. Durant cinc anys seguits el país va acabar dins dels primers quatre llocs. El punt més alt va ser en 1977, quan Marie Myriam i la cançó "L'Oiseau et l'enfant" van guanyar el festival per cinquena ocasió. També va ser l'última vegada que França ha guanyat.
Radiodiffusion-Télévision Française (RTF) (des de 1956 fins a 1964), ORTF (Office de Radiodiffusion et Télévision Française) (des de 1965 fins a 1974) i TF1 (des de 1975 fins a 1981) van ser les radiodifusores que van participar en el Festival de la Cançó d'Eurovisió des de 1956 fins a 1981. TF1 organitzava tant la final nacional per seleccionar al participant francès, com la presentació final per al Festival. Malgrat els bons resultats, el 1982 TF1 va declinar participar en el Festival de la Cançó d'Eurovisió (juntament amb Itàlia i Grècia), ja que, segons la cadena, el festival era percebut com a antiquat i el país no volia quedar-se aquí. Aquesta va ser la segona ocasió que França no assistia. Aquesta absència només va durar un any, ja que, a causa de la reacció pública, la segona cadena pública aleshores, Antenne 2 (més tard, France 2) participaria per França a partir del 1983, qui organitzaria tant la final nacional per seleccionar la cançó com la presentació final per al Festival. El cinquè lloc de Guy Bonnet Vivre va marcar un llarg període de bons resultats i durant la resta de la dècada i principis dels noranta, en les quals el país va acabar dins dels deu millors.
L'any 1991 els francesos van quedar prop de la victòria. Amina i "C'est le dernier qui a parlé qui a raison" era una de les favorites i després de la ronda de votació França i Suècia estaven empatats amb 146 punts. No obstant això ara sí que existien normes de desempat perquè només un país fos declarat guanyador. En fer l'anàlisi dels vots i explicar quantes vegades havien rebut 12 punts tots dos països seguien empatats, per la qual cosa es van haver d'explicar les vegades que havien rebut 10 punts. En fer aquest comptatge França estava en desavantatge amb només 2 deus, mentre que Suècia en tenia 5 i va guanyar l'edició.
Va ser fins en 1996 quan el període d'èxit francès va ser interromput amb la cançó "Diwanit bugale" de Dan Ar Braz & L'Héritage des Celtes, cantada en bretó i que només va aconseguir 18 punts i el 19è lloc. La cançó de 1998, "Où aller" de Marie Line, va ser el fracàs més gran per al país des de 1966, ja que només va obtenir 3 punts.
El canal germà de televisió, France 3, va prendre la participació de França des de 1999, a causa que en aquest any France 2 havia de transmetre un torneig de rugbi en lloc del Festival. France 3 és la cadena que actualment transmet el Festival de la Cançó d'Eurovisió, però escollia la cançó francesa de manera interna des de 2001 i fins a 2004, i a partir de 2005 va reaparèixer la final nacional.
Encara que el quart lloc de 2001 i el cinquè de 2002 són considerats com a èxits, el país ha caigut progressivament en els resultats, obtenint uns mals resultats durant 5 anys consecutius.
Amb la introducció de la semifinal en 2004, France 4 (part de France Télévisions) presenta aquest esdeveniment, mentre que France 3 va continuar emetent la final nacional i la presentació per a la final del Festival de la Cançó d'Eurovisió.
Des de 2015, l'emissió de la final i el procés de selecció de la representació francesa van tornar a France 2.
El millor resultat de França (sense explicar les seves victòries) va ser en 1976 quan el país va quedar segon amb la cantant francesa Catherine Ferri, amb 147, seguit per Amina que va quedar en 2n lloc el 1991 a pesar de tenir els mateixos punts que la guanyadora, Suècia, amb 146 punts. Natasha Saint-Pier, va rebre 142 punts l'any 2001 i va quedar quarta.

### Situació actual del festival
Des de 1996, França ha experimentat una greu caiguda en termes de resultats al Festival de la Cançó d'Eurovisió i el país ha tingut una sèrie de mals resultats: 18è (1996), 24è (1998), 19è (1999), 23è (2000), 18è (2003), 15è (2004), 23è (2005) i 22è (2006 i 2007), excepte excepcions com la de Natasha Saint-Pier al 2001. L'any 2008, el cantant Sébastien Tellier va aconseguir per a França sortir de les cinc últimes posicions, a pesar del fet que el país gal era l'únic dels països que portava més de trenta anys al festival i no havia quedat mai en última posició, fins al 2014. França va confirmar la seva participació el 2009, en el qual després de molts anys, un jurat d'experts de cada país participava en la votació final del festival, a més en aquesta edició va decidir enviar a una de les muses de la música gal·la a tot el món Patricia Kaas, que va ocupar la 8a posició de 25. L'any següent van decidir portar el cantant, nascut en la República Democràtica del Congo, Jessy Matador amb la cançó "Allez ola olé" on va ser molt criticada, ja que s'esperaven una mala posició després de la millorança de l'any passat però finalment va agradar al Telenor Arena i es va posicionar en la primera taula en el lloc 12è amb 82 punts. El 2011 van presentar al jove tenor Amaury Vassili amb la cançó operística "Sognu", íntegrament cantada en cors. Malgrat ser considerada com la màxima favorita per a la victòria en la majoria de cases d'apostes, el directe a l'Esprit Arena no va convèncer i es va situar en el lloc 15è. El 2012 va aconseguir la posició 22a i el 2013, la posició 23a. El 2014, França va obtenir la seva pitjor posició en tota la seva història al festival, va quedar última, en el lloc 26è amb 2 punts. El 2015, França va portar Lisa Angell, a la qual les apostes marcaven com per acabar en el top 15, però al final va portar al país al lloc 25 amb 4 punts. El 2016, Amir partia com un dels favorits i aquestes prediccions es van complir en aconseguir el 6è lloc a la final (encara que va ser tercer en la votació del jurat) tornant al top 10 després de 6 anys fora d'aquest. El 2017, la cantant Alma es va quedar al top 15. El 2018, on a pesar de partir com una de les grans favorites, la cançó francesa va acabar en el lloc 13è. El 2019 va ocórrer el mateix que l'any anterior amb Bilal Hassani, qui va quedar 16è amb 105 punts.

## Curiositats
- França no sempre ha cantat en francès, però ha usat llengües del seu país. El 1993 "Mama Corsica" estava interpretada en cors i francès, i el 1996 "Diwanit Bugale" va estar interpretada íntegrament en bretó. El 2011 torna a cantar una cançó en cors "Sognu", aquesta vegada de forma íntegra.
- La cançó de 1992, "Vaig muntar la riviè", es va interpretar parcialment en crioll haitià. El 2004, alguns versos de "À chaque pas" es van interpretar en castellà.

## Participacions
Llegenda
| Any                         | Seu                | Artista                             | Cançó                                       | Final                            | Punts                            | Semifinal                   | Punts                       |
| --------------------------- | ------------------ | ----------------------------------- | ------------------------------------------- | -------------------------------- | -------------------------------- | --------------------------- | --------------------------- |
| 1956                        | Lugano             | Mathé Altéry                        | «Le temps perdu»                            | No es van publicar els resultats | No es van publicar els resultats | No va haver-hi semifinals   | No va haver-hi semifinals   |
| 1956                        | Lugano             | Dany Dauberson                      | «Il est là»                                 | No es van publicar els resultats | No es van publicar els resultats | No va haver-hi semifinals   | No va haver-hi semifinals   |
| 1957                        | Frankfurt del Main | Paule Desjardins                    | «La belle amour»                            | 2                                | 17                               | No va haver-hi semifinals   | No va haver-hi semifinals   |
| 1958                        | Hilversum          | André Claveau                       | «Dors, mon amour»                           | 1                                | 27                               | No va haver-hi semifinals   | No va haver-hi semifinals   |
| 1959                        | Canes              | Jean Philippe                       | «Oui, oui, oui, oui»                        | 3                                | 15                               | No va haver-hi semifinals   | No va haver-hi semifinals   |
| 1960                        | Londres            | Jacqueline Boyer                    | «Tom Pillibi»                               | 1                                | 32                               | No va haver-hi semifinals   | No va haver-hi semifinals   |
| 1961                        | Canes              | Jean-Paul Mauric                    | «Printemps, avril carillonne»               | 4                                | 13                               | No va haver-hi semifinals   | No va haver-hi semifinals   |
| 1962                        | Luxemburg          | Isabelle Aubret                     | «Un premier amour»                          | 1                                | 26                               | No va haver-hi semifinals   | No va haver-hi semifinals   |
| 1963                        | Londres            | Alain Barrière                      | «Elle était si jolie»                       | 5                                | 25                               | No va haver-hi semifinals   | No va haver-hi semifinals   |
| 1964                        | Copenhaguen        | Rachel                              | «Le chant de Mallory»                       | 4                                | 14                               | No va haver-hi semifinals   | No va haver-hi semifinals   |
| 1965                        | Nàpols             | Guy Mardel                          | «N'avoue jamais»                            | 3                                | 22                               | No va haver-hi semifinals   | No va haver-hi semifinals   |
| 1966                        | Luxemburg          | Dominique Walter                    | «Chez nous»                                 | 16                               | 1                                | No va haver-hi semifinals   | No va haver-hi semifinals   |
| 1967                        | Viena              | Noëlle Cordier                      | «Il doit faire beau là-bas»                 | 3                                | 20                               | No va haver-hi semifinals   | No va haver-hi semifinals   |
| 1968                        | Londres            | Isabelle Aubret                     | «La source»                                 | 3                                | 20                               | No va haver-hi semifinals   | No va haver-hi semifinals   |
| 1969                        | Madrid             | Frida Boccara                       | «Un jour, un enfant»                        | 1                                | 18                               | No va haver-hi semifinals   | No va haver-hi semifinals   |
| 1970                        | Amsterdam          | Guy Bonnet                          | «Marie-Blanche»                             | 4                                | 8                                | No va haver-hi semifinals   | No va haver-hi semifinals   |
| 1971                        | Dublín             | Serge Lama                          | «Un jardín sur la terret»                   | 10                               | 82                               | No va haver-hi semifinals   | No va haver-hi semifinals   |
| 1972                        | Edimburg           | Betty Mars                          | «Comé-comédie»                              | 11                               | 81                               | No va haver-hi semifinals   | No va haver-hi semifinals   |
| 1973                        | Luxemburg          | Martine Clémenceau                  | «Sans toi»                                  | 15                               | 65                               | No va haver-hi semifinals   | No va haver-hi semifinals   |
| 1974                        | Brighton           | Dani                                | «La vie à vingt-cinq ans»                   | Retirat                          | Retirat                          | Retirat                     | Retirat                     |
| 1975                        | Estocolm           | Nicole Rieu                         | «Et bonjour à toi, l'artiste»               | 4                                | 91                               | No va haver-hi semifinals   | No va haver-hi semifinals   |
| 1976                        | La Haia            | Catherine Ferri                     | «Un, deux, trois»                           | 2                                | 147                              | No va haver-hi semifinals   | No va haver-hi semifinals   |
| 1977                        | Londres            | Marie Myriam                        | «L'oiseau et l'enfant»                      | 1                                | 136                              | No va haver-hi semifinals   | No va haver-hi semifinals   |
| 1978                        | París              | Joël Prévost                        | «Il y aura toujours des violons»            | 3                                | 119                              | No va haver-hi semifinals   | No va haver-hi semifinals   |
| 1979                        | Jerusalem          | Anne-Marie David                    | «Je suis l'enfant soleil»                   | 3                                | 106                              | No va haver-hi semifinals   | No va haver-hi semifinals   |
| 1980                        | La Haia            | Profil                              | «Hé, hé M'sieurs dames»                     | 11                               | 45                               | No va haver-hi semifinals   | No va haver-hi semifinals   |
| 1981                        | Dublín             | Jean Gabilou                        | «Humanahum»                                 | 3                                | 125                              | No va haver-hi semifinals   | No va haver-hi semifinals   |
| No hi va participar en 1982 |                    |                                     |                                             |                                  |                                  |                             |                             |
| 1983                        | Múnic              | Guy Bonnet                          | «Vivre»                                     | 8                                | 56                               | No va haver-hi semifinals   | No va haver-hi semifinals   |
| 1984                        | Luxemburg          | Annick Thoumazeau                   | «Autant d'amoureux que d'étoiles»           | 8                                | 61                               | No va haver-hi semifinals   | No va haver-hi semifinals   |
| 1985                        | Göteborg           | Roger Bens                          | «Femme, dans ses rêves aussi»               | 10                               | 56                               | No va haver-hi semifinals   | No va haver-hi semifinals   |
| 1986                        | Oslo               | Cocktail Chic                       | «Européennes»                               | 17                               | 13                               | No va haver-hi semifinals   | No va haver-hi semifinals   |
| 1987                        | Brussel·les        | Christine Minier                    | «Les mots d'amour n'ont pas de dimanche»    | 14                               | 44                               | No va haver-hi semifinals   | No va haver-hi semifinals   |
| 1988                        | Dublín             | Gérard Lenorman                     | «Chanteur de charme»                        | 10                               | 64                               | No va haver-hi semifinals   | No va haver-hi semifinals   |
| 1989                        | Lausana            | Nathalie Pâque                      | «J'ai volé la vie»                          | 8                                | 60                               | No va haver-hi semifinals   | No va haver-hi semifinals   |
| 1990                        | Zagreb             | Joëlle Ursull                       | «White and black blues»                     | 2                                | 132                              | No va haver-hi semifinals   | No va haver-hi semifinals   |
| 1991                        | Roma               | Amina                               | «C'est le dernier qui a parlé qui a raison» | 2                                | 146                              | No va haver-hi semifinals   | No va haver-hi semifinals   |
| 1992                        | Malmö              | Kali                                | «Monté la rivié»                            | 8                                | 73                               | No va haver-hi semifinals   | No va haver-hi semifinals   |
| 1993                        | Millstreet         | Patrick Fiori                       | «Mama Corsica»                              | 4                                | 121                              | Kvalifikacija za Millstreet | Kvalifikacija za Millstreet |
| 1994                        | Dublín             | Nina Morato                         | «Je suis un vrai garçon»                    | 7                                | 74                               | No va haver-hi semifinals   | No va haver-hi semifinals   |
| 1995                        | Dublín             | Nathalie Santamaria                 | «Il me donne rendez-vous»                   | 4                                | 94                               | No va haver-hi semifinals   | No va haver-hi semifinals   |
| 1996                        | Oslo               | Dan Ar Braz & L'Héritage des Celtes | «Diwanit bugale»                            | 19                               | 18                               | 11                          | 55                          |
| 1997                        | Dublín             | Fanny                               | «Sentiments, songes»                        | 7                                | 95                               | No va haver-hi semifinals   | No va haver-hi semifinals   |
| 1998                        | Birmingham         | Marie Line                          | «Où aller»                                  | 24                               | 3                                | No va haver-hi semifinals   | No va haver-hi semifinals   |
| 1999                        | Jerusalem          | Nayah                               | «Je veux donner ma voix»                    | 19                               | 14                               | No va haver-hi semifinals   | No va haver-hi semifinals   |
| 2000                        | Estocolm           | Sofia Mestari                       | «On aura le ciel»                           | 23                               | 5                                | No va haver-hi semifinals   | No va haver-hi semifinals   |
| 2001                        | Copenhaguen        | Natasha Saint-Pier                  | «Je n'ai que mon âme»                       | 4                                | 142                              | No va haver-hi semifinals   | No va haver-hi semifinals   |
| 2002                        | Tallinn            | Sandrine François                   | «Il faut du temps»                          | 5                                | 104                              | No va haver-hi semifinals   | No va haver-hi semifinals   |
| 2003                        | Riga               | Louisa Baileche                     | «Monts et merveilles»                       | 18                               | 19                               | No va haver-hi semifinals   | No va haver-hi semifinals   |
| 2004                        | Istanbul           | Jonatan Cerrada                     | «À chaque pas»                              | 15                               | 40                               | Membre del Big 4            | Membre del Big 4            |
| 2005                        | Kíev               | Ortal                               | «Chacun pense à soi»                        | 23                               | 11                               | Membre del Big 4            | Membre del Big 4            |
| 2006                        | Atenes             | Virginie Pouchain                   | «Il était temps»                            | 22                               | 5                                | Membre del Big 4            | Membre del Big 4            |
| 2007                        | Hèlsinki           | Les Fatals Picards                  | «L'amour à la française»                    | 22                               | 19                               | Membre del Big 4            | Membre del Big 4            |
| 2008                        | Belgrad            | Sébastien Tellier                   | «Divine»                                    | 19                               | 47                               | Membre del Big 4            | Membre del Big 4            |
| 2009                        | Moscou             | Patricia Kaas                       | «Et s'il fallait le faire»                  | 8                                | 107                              | Membre del Big 4            | Membre del Big 4            |
| 2010                        | Oslo               | Jessy Matador                       | «Allez ola olé»                             | 12                               | 82                               | Membre del Big 4            | Membre del Big 4            |
| 2011                        | Düsseldorf         | Amaury Vassili                      | «Sognu»                                     | 15                               | 82                               | Membre del Big 5            | Membre del Big 5            |
| 2012                        | Bakú               | Anggun                              | «Echo»                                      | 22                               | 21                               | Membre del Big 5            | Membre del Big 5            |
| 2013                        | Malmö              | Amandine Bourgeois                  | «L'enfer et moi»                            | 23                               | 14                               | Membre del Big 5            | Membre del Big 5            |
| 2014                        | Copenhaguen        | Twin Twin                           | «Moustache»                                 | 26                               | 2                                | Membre del Big 5            | Membre del Big 5            |
| 2015                        | Viena              | Lisa Angell                         | «N'oubliez pas»                             | 25                               | 4                                | Membre del Big 5            | Membre del Big 5            |
| 2016                        | Estocolm           | Amir                                | «J'ai cherché»                              | 6                                | 257                              | Membre del Big 5            | Membre del Big 5            |
| 2017                        | Kíev               | Alma                                | «Requiem»                                   | 12                               | 135                              | Membre del Big 5            | Membre del Big 5            |
| 2018                        | Lisboa             | Madame Monsieur                     | «Mercy»                                     | 13                               | 173                              | Membre del Big 5            | Membre del Big 5            |
| 2019                        | Tel-Aviv           | Bilal Hassani                       | «Roi»                                       | 16                               | 105                              | Membre del Big 5            | Membre del Big 5            |
| 2020                        | Rotterdam          | Tom Leeb                            | «Mon Alliée»                                | Festival cancel·lat              | Festival cancel·lat              | Membre del Big 5            | Membre del Big 5            |
| 2021                        | Rotterdam          | Barbara Pravi                       | «Voilà»                                     | 2                                | 499                              | Membre del Big 5            | Membre del Big 5            |
| 2022                        | Torí               | Alvan i Ahez                        | «Fulenn»                                    | 24                               | 17                               | Membre del Big 5            | Membre del Big 5            |
| 2023                        | Liverpool          | La Zarra                            | «Évidemment»                                | 16                               | 104                              | Membre del Big 5            | Membre del Big 5            |
| 2024                        | Malmö              | Slimane                             | «Mon amour»                                 | 4                                | 445                              | Membre del Big 5            | Membre del Big 5            |
| 2025                        | Basilea            | Louane                              | «Maman»                                     | 7                                | 230                              | Membre del Big 5            | Membre del Big 5            |

## Festivals organitzats a França
| Edició                                | Ciutat seu | Localització         | Presentandors               |
| ------------------------------------- | ---------- | -------------------- | --------------------------- |
| Festival de la Cançó d'Eurovisió 1959 | Cannes     | Palais des Festivals | Jacqueline Joubert          |
| Festival de la Cançó d'Eurovisió 1961 | Cannes     | Palais des Festivals | Jacqueline Joubert          |
| Festival de la Cançó d'Eurovisió 1978 | París      | Palais des Congrès   | Denise Fabre i Léon Zitrone |

## Galeria d'imatges

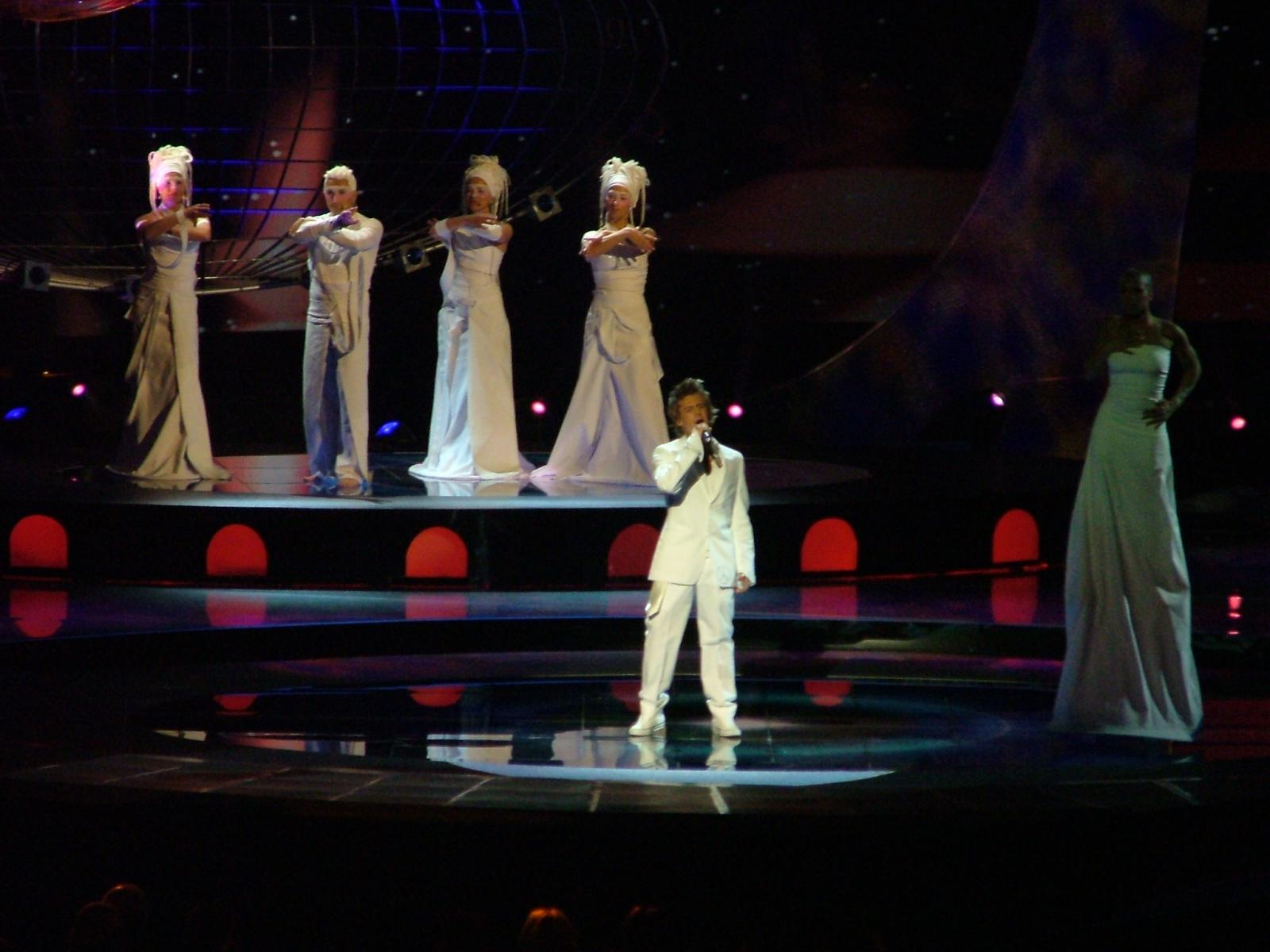
Jonatan Cerrada a Istanbul (2004)
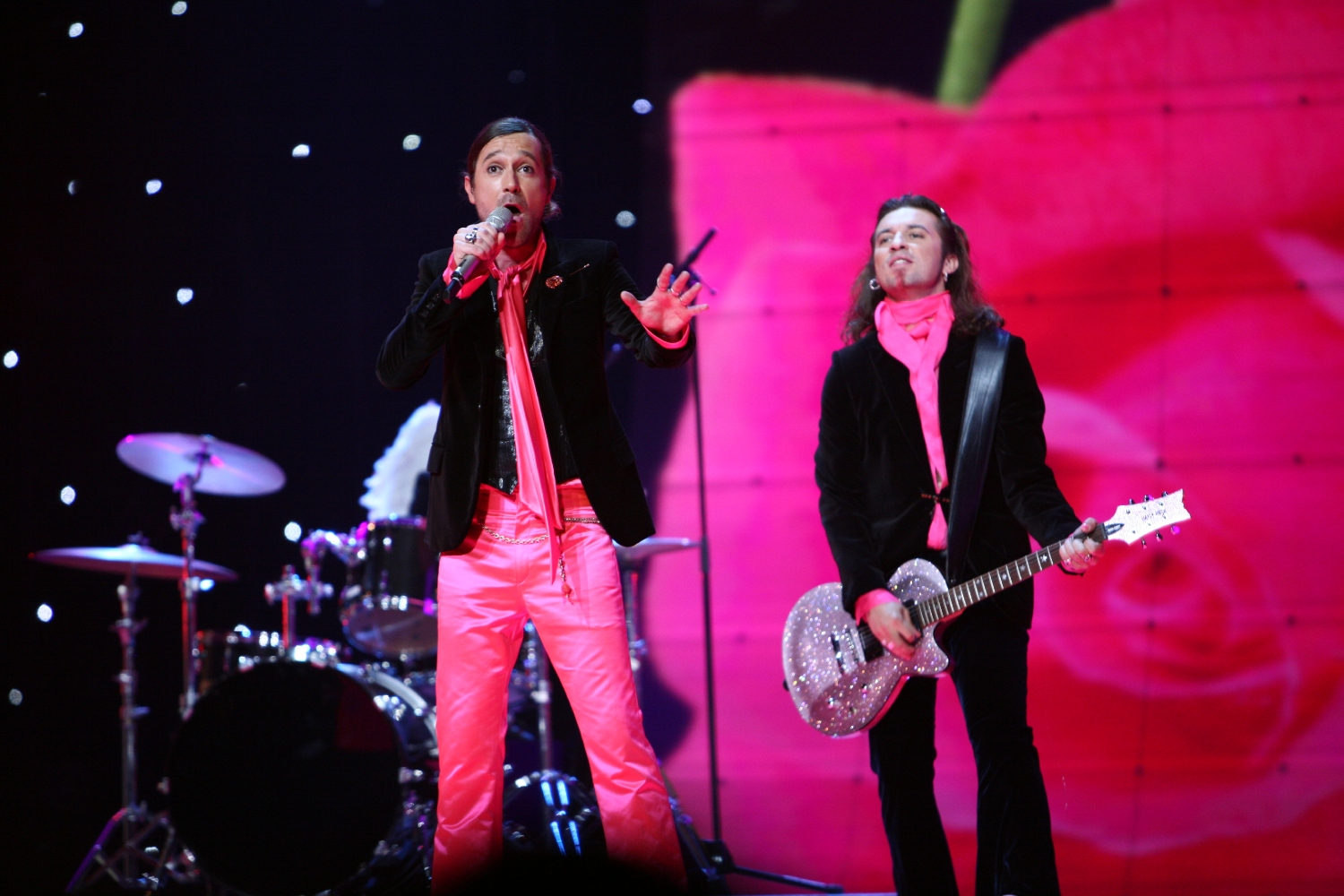
Les Fatals Picards a Hèlsinki (2007)
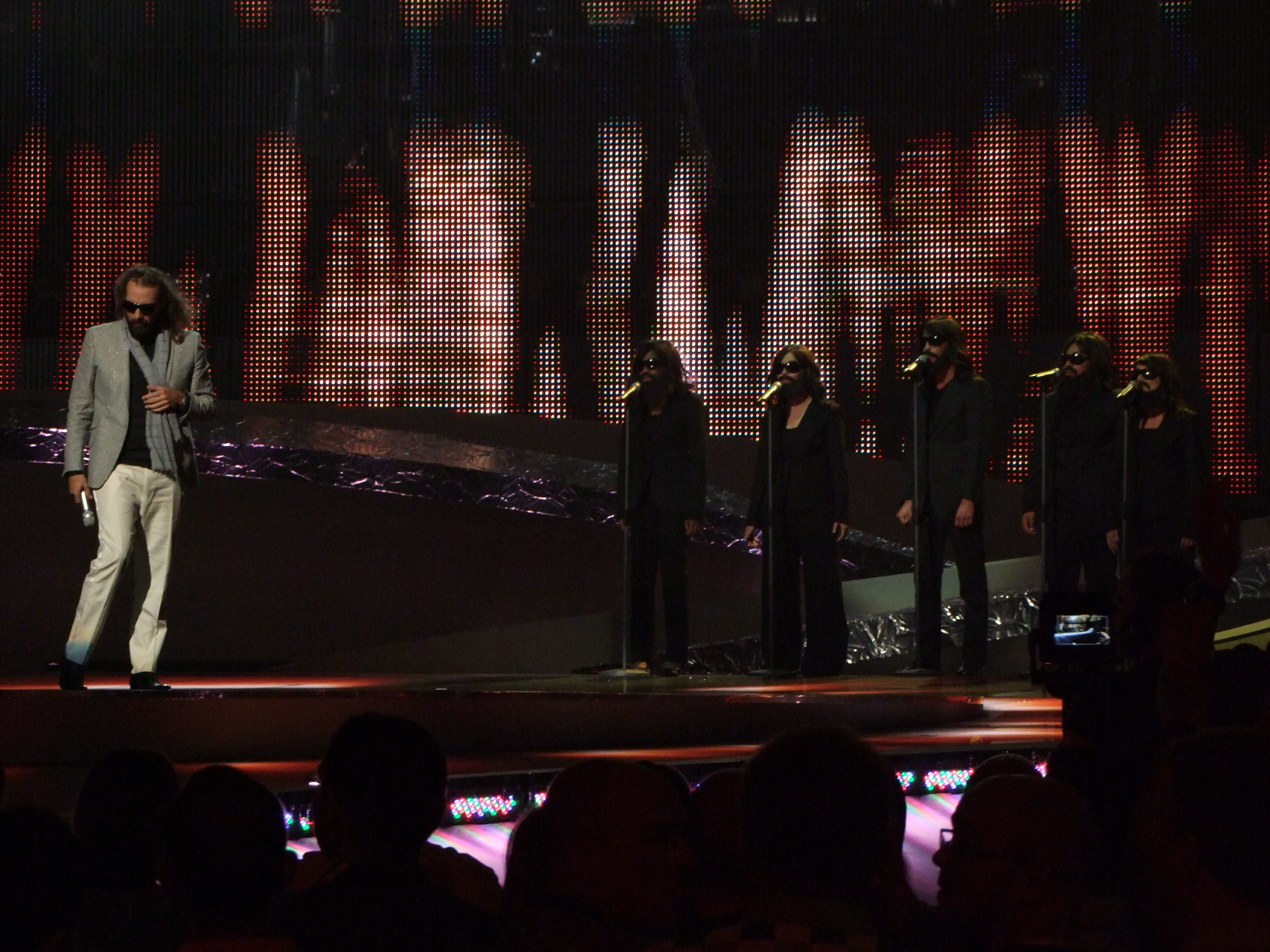
Sébastien Tellier a Belgrad (2008)
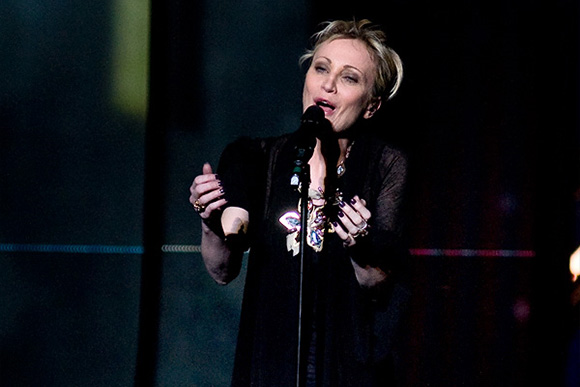
Patricia Kaas a Moscou (2009)
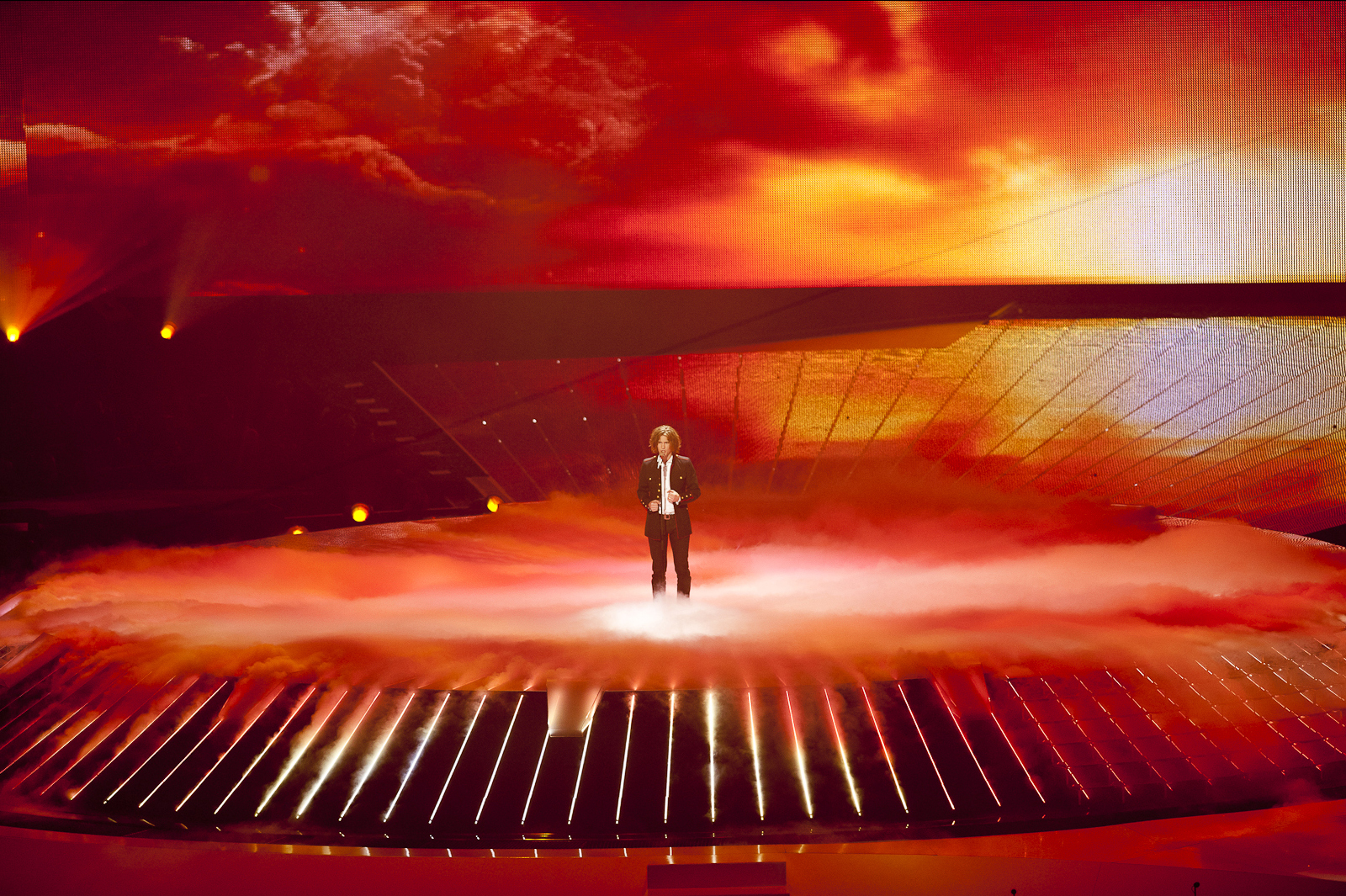
Amaury Vassili a Düsseldorf (2011)
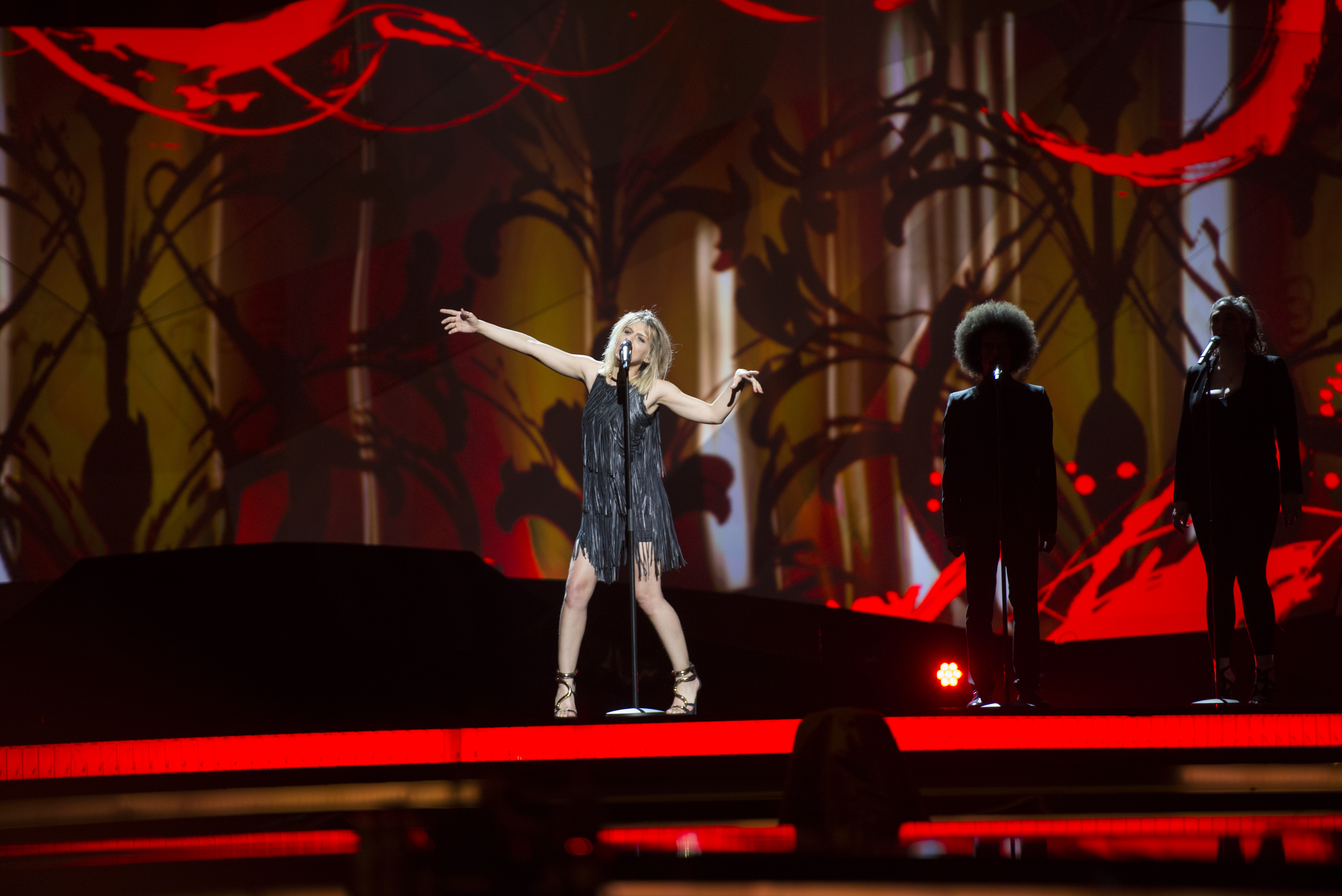
Amandine Bourgeois a Malmö (2013)
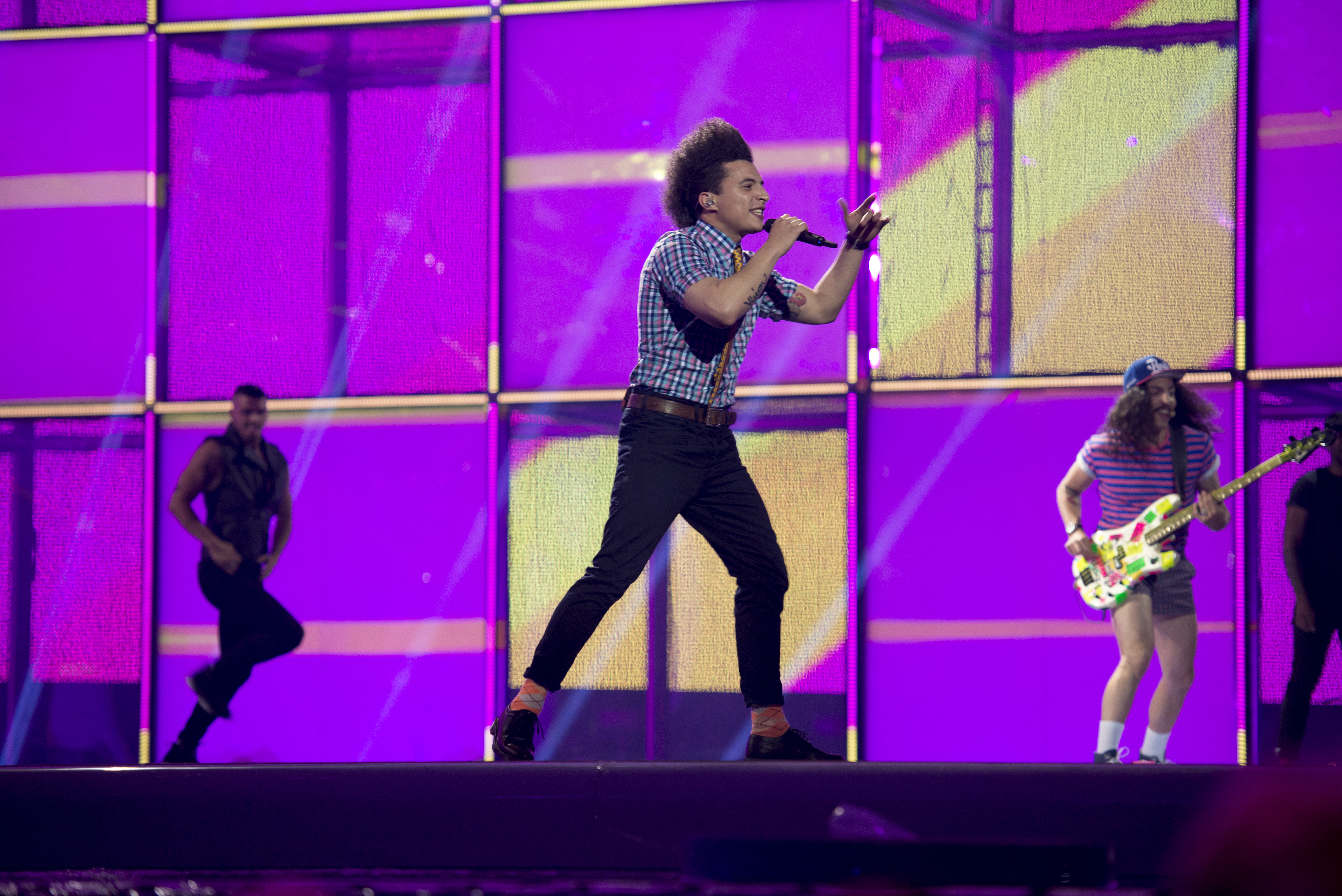
Twin Twin a Copenhaguen (2014)
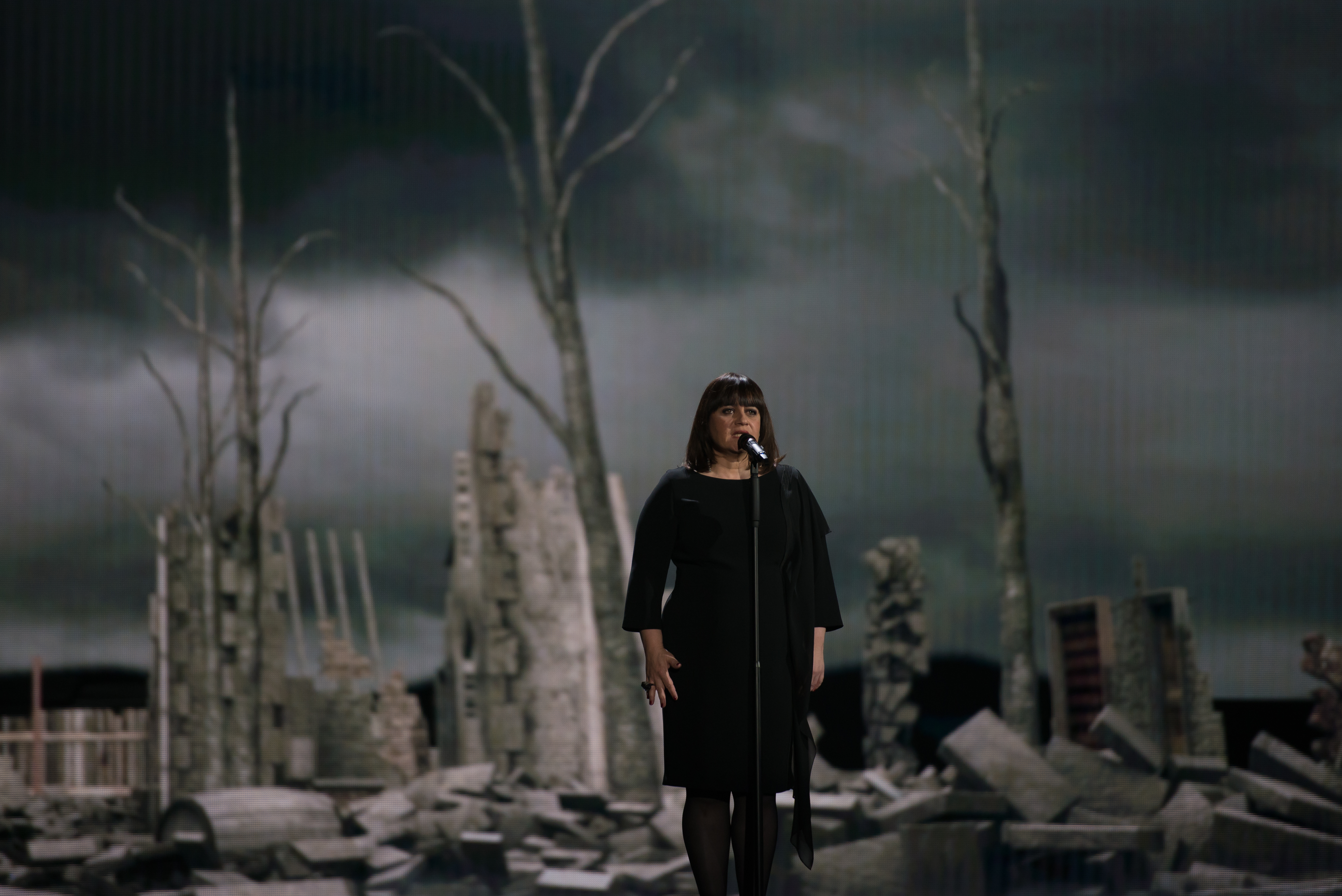
Lisa Angell a Viena (2015)
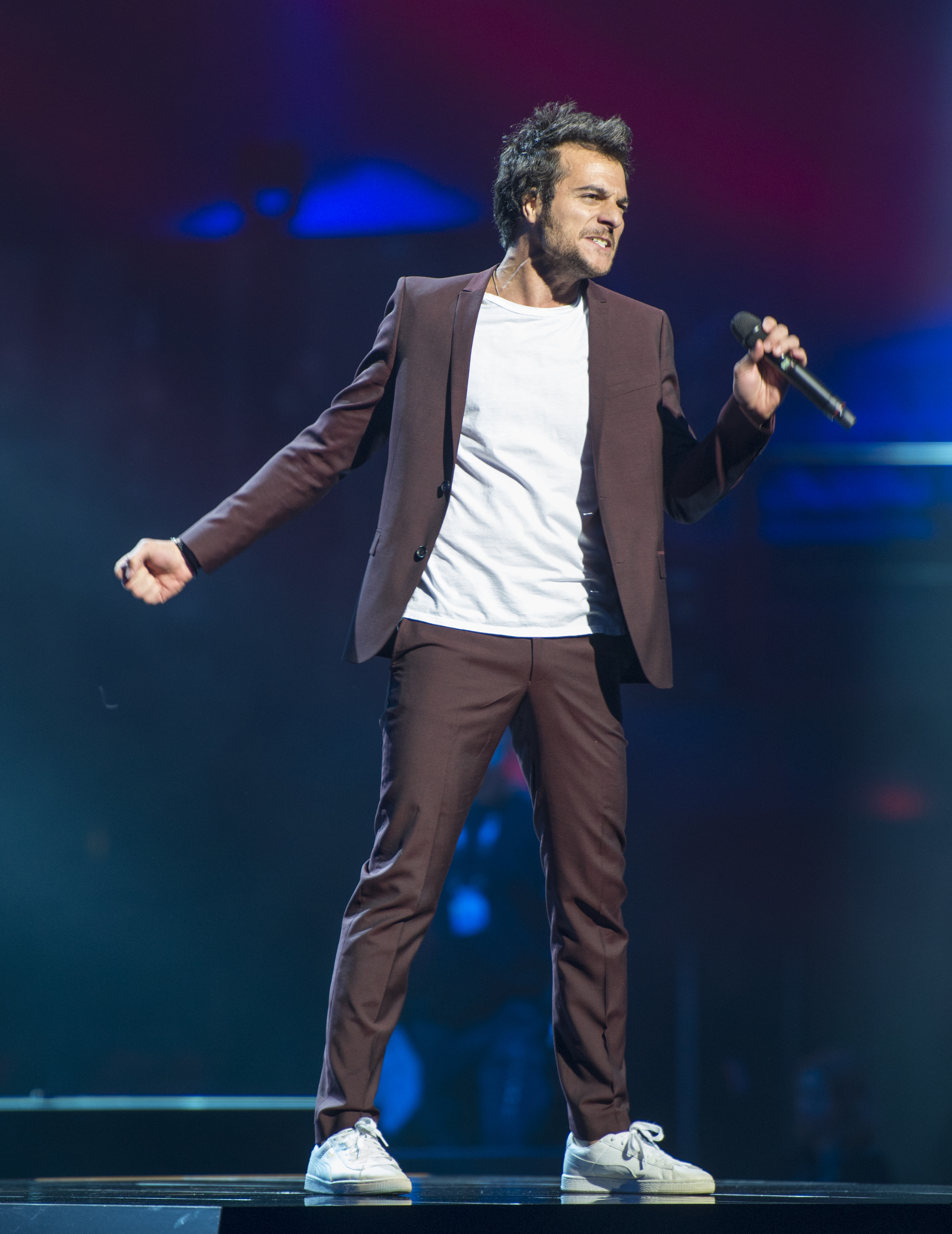
Amir a Estocolm (2016)
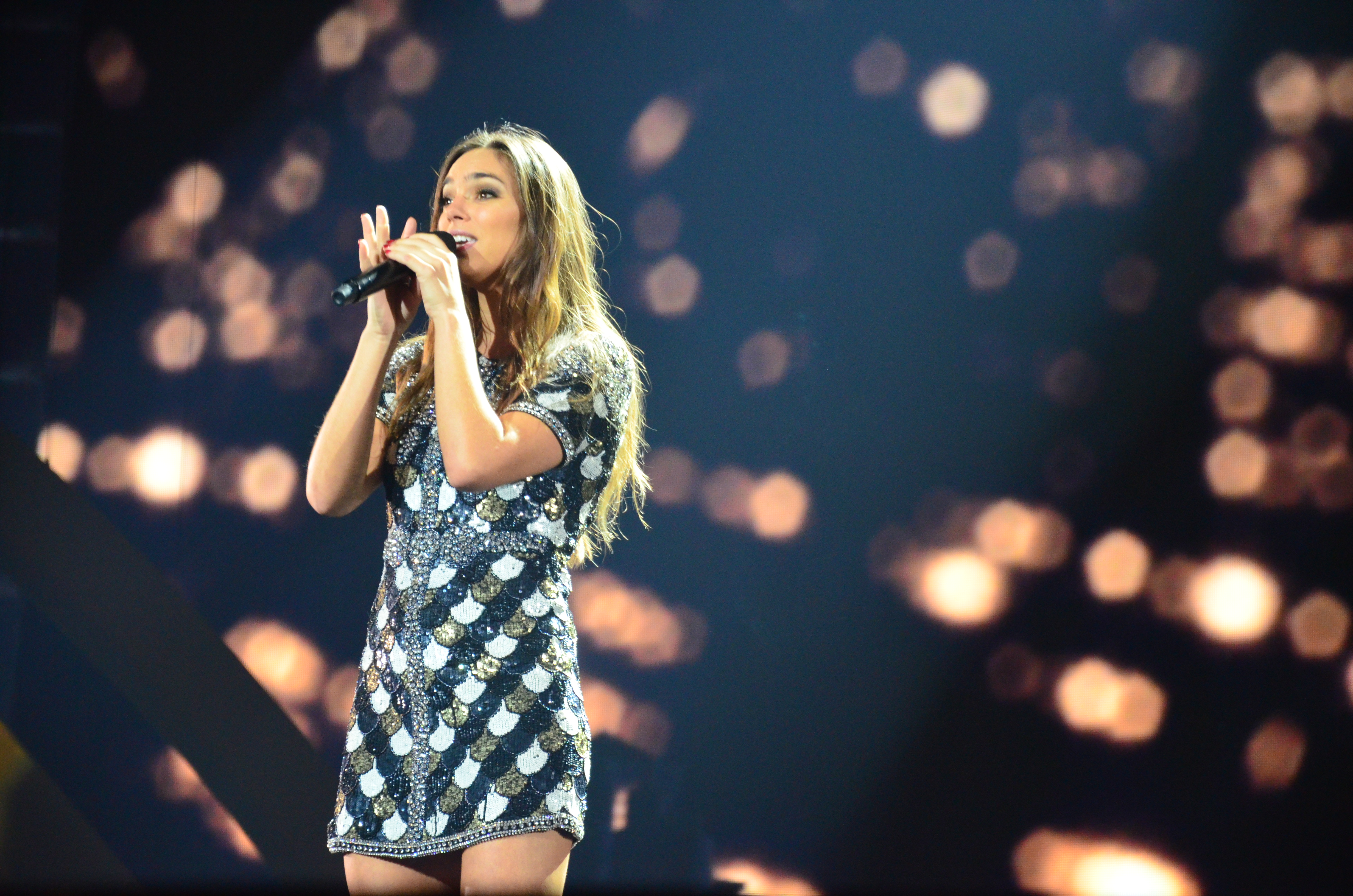
Alma a Kíev (2017)
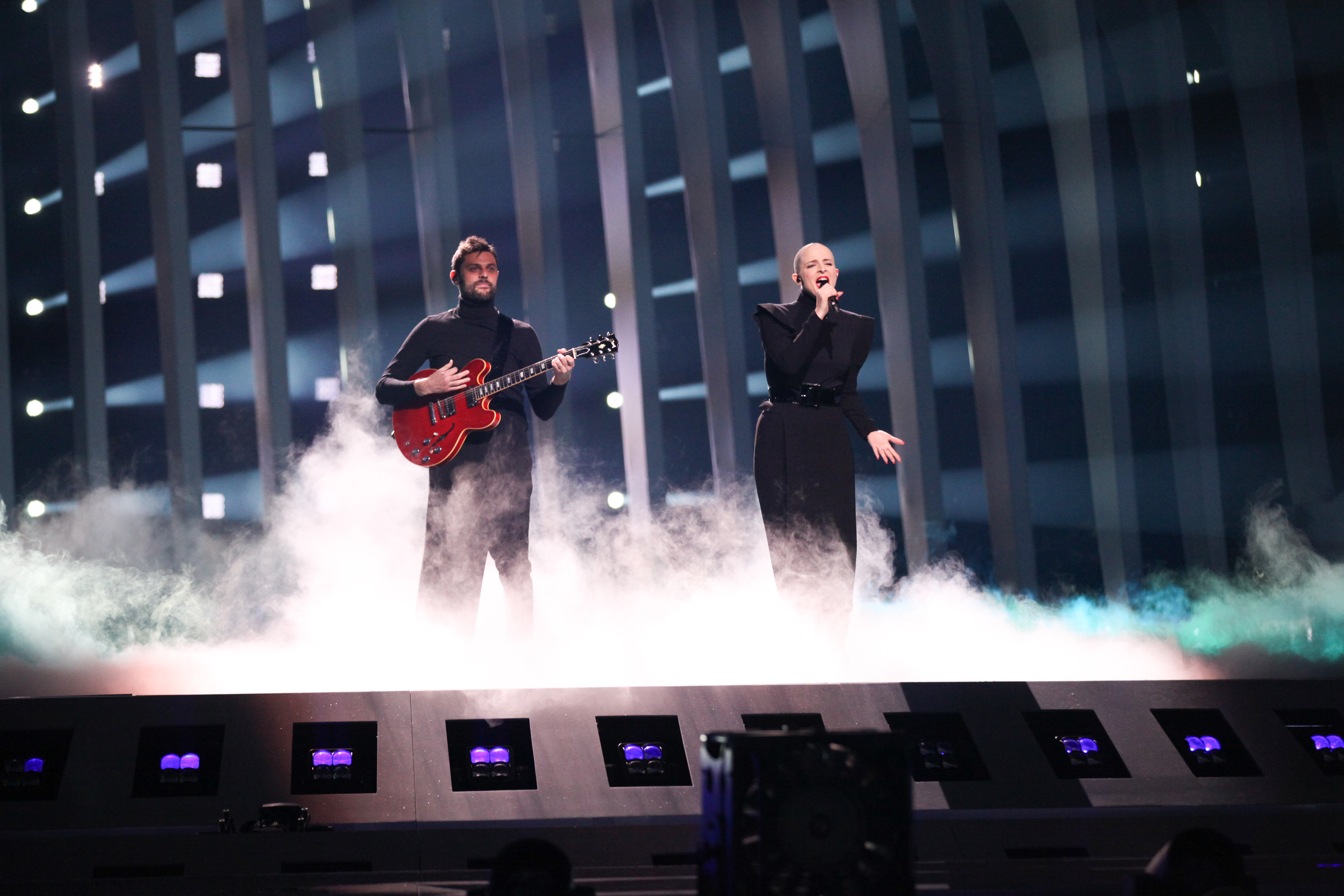
Madame Monsieur a Lisboa (2018)
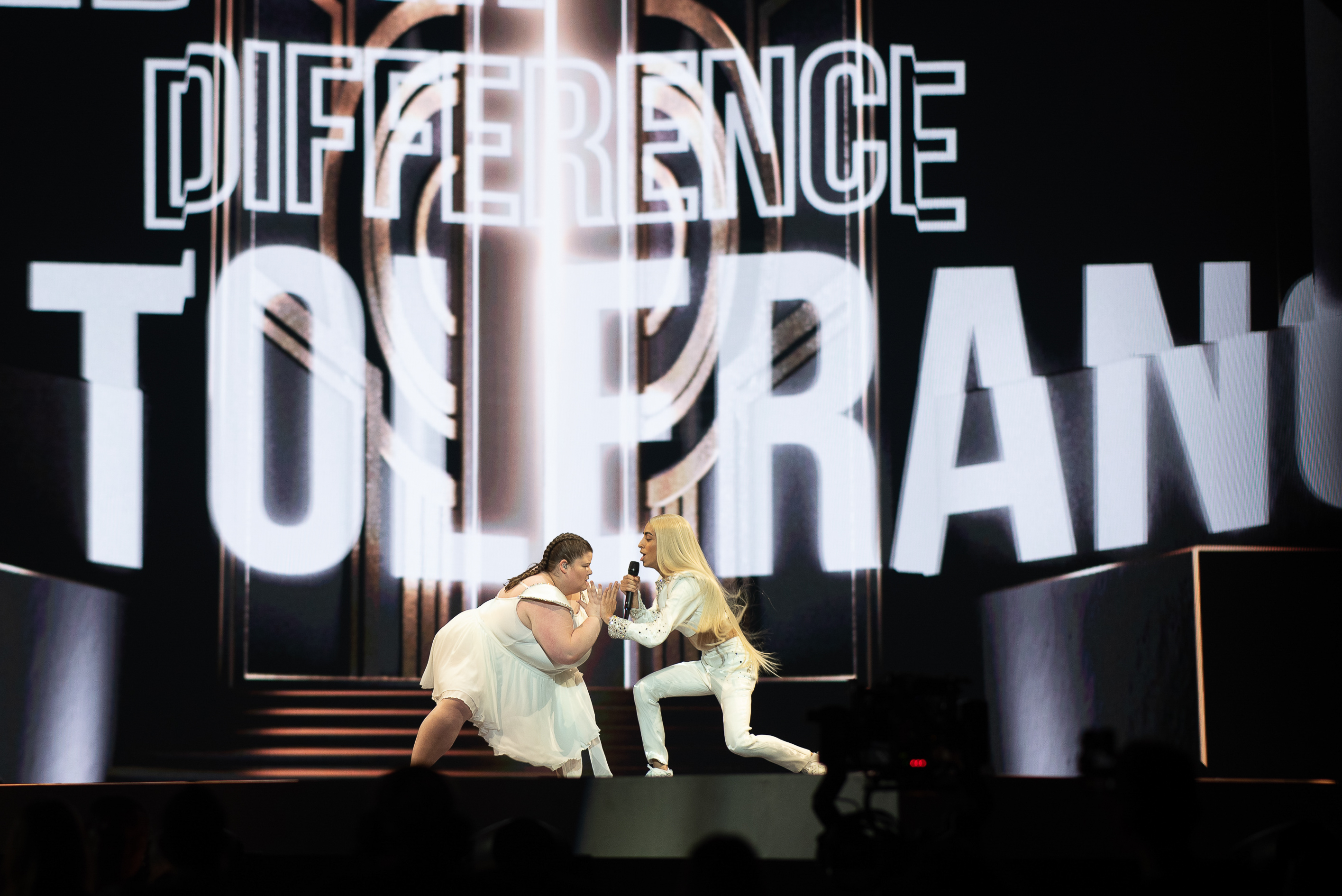
Bilal Hassani a Tel-Aviv (2019)